# Municipio de Palo Alto
El municipio de Palo Alto (en inglés: Palo Alto Township) es un municipio ubicado en el condado de Jasper en el estado estadounidense de Iowa. En el año 2010 tenía una población de 3598 habitantes y una densidad poblacional de 34,13 personas por km².

## Geografía
El municipio de Palo Alto se encuentra ubicado en las coordenadas 41°38′16″N 93°2′58″O / 41.63778, -93.04944. Según la Oficina del Censo de los Estados Unidos, el municipio tiene una superficie total de 105.43 km², de la cual 104.79 km² corresponden a tierra firme y (0.61%) 0.64 km² es agua.

## Demografía
Según el censo de 2010, había 3598 personas residiendo en el municipio de Palo Alto. La densidad de población era de 34,13 hab./km². De los 3598 habitantes, el municipio de Palo Alto estaba compuesto por el 88.91% blancos, el 8.81% eran afroamericanos, el 0.58% eran amerindios, el 0.5% eran asiáticos, el 0.11% eran isleños del Pacífico, el 0.31% eran de otras razas y el 0.78% pertenecían a dos o más razas. Del total de la población el 2.36% eran hispanos o latinos de cualquier raza.